# Bohdan Lachert

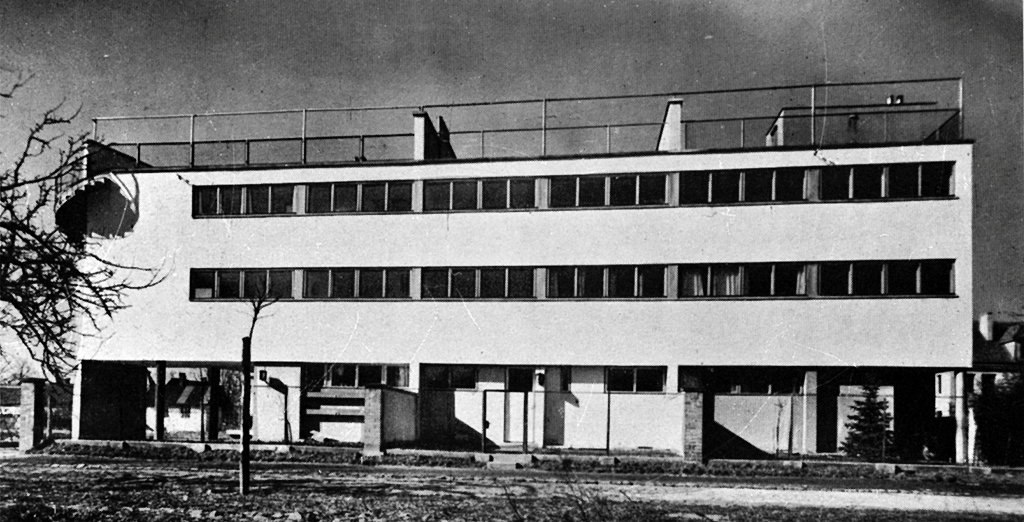
Villa en la calle Katowicka n.º 9 de Varsovia (1929), de Lachert y Józef Szanajca

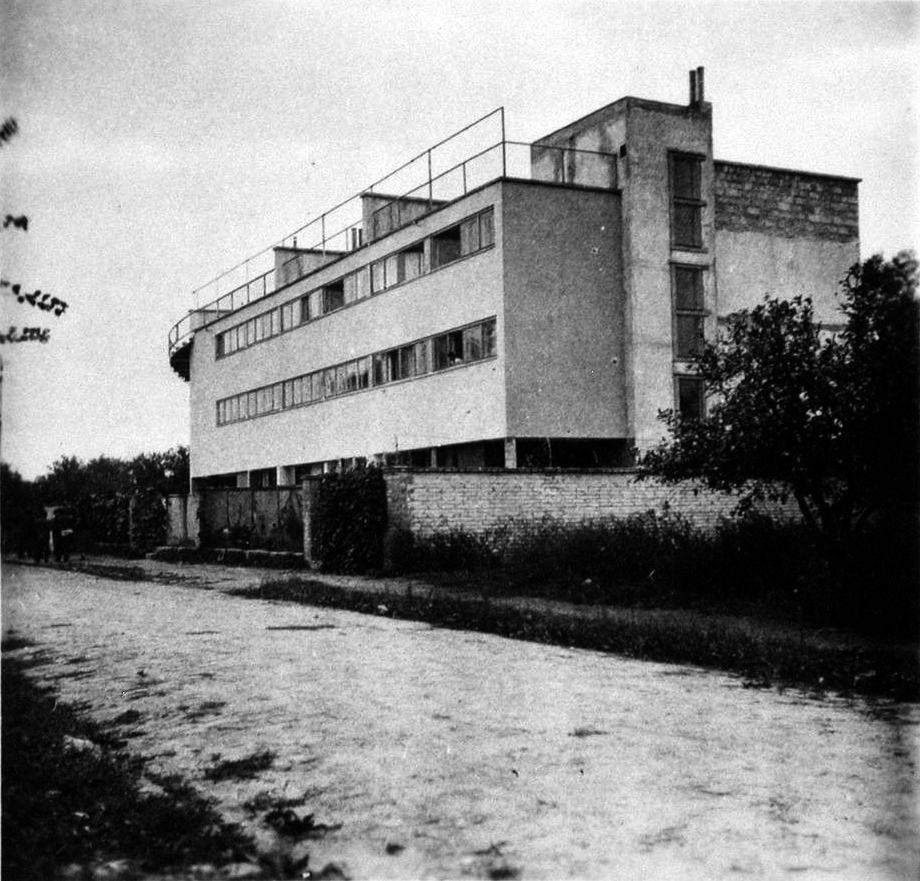
Villa (1929)

Bohdan Kazimierz Lachert (Moscú, 13 de junio de 1900-Varsovia, 8 de enero de 1987) fue un arquitecto racionalista polaco. 

## Trayectoria
Estudió en la Universidad Tecnológica de Varsovia. En 1924 se asoció a Józef Szanajca, con el que trabajó hasta el fallecimiento de este en 1939. En 1926 se integraron en el grupo Praesens y, poco después, en el Congreso Internacional de Arquitectura Moderna (CIAM).
Desde sus primeras obras fueron representantes de un funcionalismo ortodoxo, caracterizado por el uso de nuevos materiales de bajo coste, junto al acero y el vidrio, sin despreciar la madera, con la que diseñaron pequeñas casas estandarizadas que patentaron en 1926.
En 1927 diseñaron un proyecto no realizado para el palacio de la Sociedad de Naciones en Ginebra. Al año siguiente realizaron la casa de Lachert en Varsovia, de típico Estilo internacional, elevada sobre pilotis y con una terraza en el tejado a la que se accede con una escalera de caracol dispuesta en ángulo. Le siguieron la pensión Victoria Regia en Gdynia (1928) y la casa Tabota en Skolimów (1929-1933).
Junto a Roman Piotrowski construyeron un conjunto de casas en banda en Varsovia (1934-1935), así como dos sanatorios, en Turczynek y en Kruk (1937). Para el Gobierno proyectaron dos ministerios no realizados finalmente: de Correos y Telecomunicaciones (1929) y de Trabajo y Asistencia Social (1935). También proyectaron dos iglesias: de San Roque en Białystok (1927) y de la Divina Providencia en Varsovia (1932).
Fueron autores junto a Bohdan Pniewski y Stanisław Brubalski del pabellón de Polonia para la Exposición Internacional de París de 1937, que obtuvo el gran premio del certamen.
Tras la Segunda Guerra Mundial, ya en solitario, Lachert fue autor del barrio de viviendas de Muranów Sur (1948-1952), construido sobre las ruinas del ghetto de Varsovia, así como el edificio del banco PKO y una casa en el conjunto histórico de Kazimierz Dolny en el voivodato de Lublin (1964). En esta última etapa de su carrera tuvo que ceder a los requisitos del realismo socialista impuesto por el gobierno, aunque siempre se mostró partidario del funcionalismo racionalista.
Fue galardonado con la Medalla del 10.º aniversario de la Polonia Popular.